# Teet Allas
Teet Allas (ur. 2 czerwca 1977 w Parnawie) – estoński piłkarz grający na pozycji prawego obrońcy.

## Kariera klubowa
Karierę piłkarską rozpoczął w klubie Pärnu JK. W 1994 roku zadebiutował w jego barwach w pierwszej lidze estońskiej. W 1996 roku był wypożyczony z Pärnu do dwóch klubów: najpierw do Vall Tallinn, a następnie Lelle SK. W 1997 roku odszedł do Viljandi JK Tulevik, w którym grał do 2000 roku. W 1999 roku wywalczył z Viljandi wicemistrzostwo Estonii.
W 2000 roku został piłkarzem Tallinna FC Flora. W latach 2001, 2002, 2003 i 2010 został mistrzem Estonii. Zdobył też dwa Puchary Estonii w latach 2008 i 2009 oraz cztery Superpuchary Estonii w latach 2002, 2003, 2004 i 2009.
W 2010 przeszedł do szwedzkiego Dalkurd FF, grającego w Division 1. W 2011 roku został zawodnikiem Paide Linnameeskond.
| Sezon   | Klub                | Kraj    | Rozgrywki    | Mecze | Bramki |
| ------- | ------------------- | ------- | ------------ | ----- | ------ |
| 1994/95 | Pärnu JK            | Estonia | Meistriliiga | 10    | 0      |
| 1995/96 | Pärnu JK            | Estonia | Meistriliiga | 13    | 2      |
| 1996/97 | Vall Tallinn        | Estonia | Meistriliiga | 9     | 0      |
| 1996/97 | Lelle SK            | Estonia | Meistriliiga | 7     | 1      |
| 1996/97 | Pärnu JK            | Estonia | Meistriliiga | 3     | 2      |
| 1997/98 | Viljandi JK Tulevik | Estonia | Meistriliiga | 21    | 6      |
| 1998    | Viljandi JK Tulevik | Estonia | Meistriliiga | 14    | 4      |
| 1999    | Viljandi JK Tulevik | Estonia | Meistriliiga | 22    | 4      |
| 2000    | Viljandi JK Tulevik | Estonia | Meistriliiga | 11    | 4      |
| 2000    | Tallinna FC Flora   | Estonia | Meistriliiga | 16    | 1      |
| 2001    | Tallinna FC Flora   | Estonia | Meistriliiga | 15    | 0      |
| 2002    | Tallinna FC Flora   | Estonia | Meistriliiga | 25    | 0      |
| 2003    | Tallinna FC Flora   | Estonia | Meistriliiga | 24    | 0      |
| 2004    | Tallinna FC Flora   | Estonia | Meistriliiga | 19    | 6      |
| 2005    | Tallinna FC Flora   | Estonia | Meistriliiga | 22    | 1      |
| 2006    | Tallinna FC Flora   | Estonia | Meistriliiga | 21    | 3      |
| 2007    | Tallinna FC Flora   | Estonia | Meistriliiga | 25    | 0      |
| 2008    | Tallinna FC Flora   | Estonia | Meistriliiga | 31    | 0      |
| 2009    | Tallinna FC Flora   | Estonia | Meistriliiga | 16    | 1      |
| 2010    | Tallinna FC Flora   | Estonia | Meistriliiga | 10    | 0      |
| 2010    | Dalkurd FF          | Szwecja | Division 1   | 13    | 0      |
| 2011    | Paide Linnameeskond | Estonia | Meistriliiga | 29    | 1      |
| 2012    | Paide Linnameeskond | Estonia | Meistriliiga | 9     | 1      |
| 2013    | Paide Linnameeskond | Estonia | Meistriliiga | 8     | 1      |

## Kariera reprezentacyjna
W reprezentacji Estonii zadebiutował 1 marca 1997 roku w wygranym 2:0 towarzyskim meczu z Azerbejdżanem, rozegranym w Larnace. W swojej karierze grał w: eliminacjach do MŚ 2002, Euro 2004, MŚ 2006 i Euro 2008. Od 1997 do 2007 roku rozegrał w kadrze narodowej 73 mecze i strzelił w nich 2 gole.